# Alice di Norfolk
Alice di Norfolk (1324 circa – Bungay, 30 gennaio 1352) una delle figlie di Tommaso Plantageneto, I conte di Norfolk, era quindi nipote di Edoardo I d'Inghilterra.

## Biografia

### Infanzia
Alice di Norfolk nacque presumibilmente attorno al 1324 da Tommaso Plantageneto, I conte di Norfolk, figlio di secondo letto di Edoardo I d'Inghilterra che l'aveva avuto dalla moglie Marguerite di Francia, figlia di Filippo III di Francia. La madre di Alice era Alice Hails (morta attorno 1330), figlia di Roger Hall di Hales Hall, nel Norfolk. Suoi fratelli erano Edward di Norfolk (1320circa-prima del 9 agosto 1334) e Margaret, duchessa di Norfolk.
Il padre di Alice morì nel 1338 e poiché suo fratello era perito qualche anno prima lei e la sorella divennero le eredi dei possedimenti paterni e nel marzo 1339 Edoardo III d'Inghilterra diede ordine perché le proprietà di Tommaso potessero essere divise fra le sue figlie.

### Matrimonio
Il 4 febbraio 1333 Tommaso stilò per la figlia Alice un contratto di matrimonio con William Montacute, II conte di Salisbury, figlio di William Montacute, I conte di Salisbury e Catherine Montacute, contessa di Salisbury. Tuttavia il contratto venne poi dichiarato nullo.
Il 29 agosto 1338 Alice sposò Edward Montagu, zio del primo fidanzato. Lord Edward combatté alla Battaglia di Crécy nel 1346 e due anni dopo venne chiamato a presenziare in parlamento.

### Morte
Alice morì poco prima del 30 gennaio 1352 nei pressi di Bungay a causa di un assalto del marito e di alcuni dei suoi uomini, crimine del quale essi vennero accusati, tuttavia nel 1360 ricevettero tutti il perdono.
Alla sua morte Alice aveva tre figlie viventi, due delle quali in procinto di sposarsi, e vennero mandate a vivere con sua suocera Elizabeth Montagu (morta 1354).
In data imprecisata il marito di Alice si risposò con una donna di nome Joan da cui ebbe altri tre figli, egli morì il 14 luglio 1361, ma l'unico figlio maschio avuto da Alice era morto pochi anni prima e i suoi averi andarono all'unico maschio avuto dalla seconda moglie che gli sopravvisse di soli tre mesi. Alla sua morte gli averi di famiglia vennero divisi fra le sorelle superstiti.

## Discendenza
Alice di Norfolk e Edward Montagu ebbero:
- Edward Montagu (morto prima del febbraio 1359), suo zio William Montacute, I conte di Salisbury lo fidanzò con Blanche Mowbray, bisnipote di Henry Plantageneto[3];
- Audrey Montagu (morta prima del febbraio 1359);
- Elizabeth Montagu (1344circa-prima del luglio 1361), andò in moglie a William d'Ufford, terzo genito di Robert de Ufford, I conte di Suffolk;
- Maud Montagu (morta prima del 5 ottobre 1393), divenne badessa dell'Abbazia di Barking il 20 aprile 1377[3];
- Joan Montagu (2 febbraio 1349-prima del 27 giugno 1376), sposò William de Ufford, II conte di Suffolk.

## Ascendenza
|                                          |                  |                            | Genitori                                  |  |  | Nonni |  |  | Bisnonni                     |  |  | Trisnonni                  |  |
|                                          |                  |                            |                                           |  |  |       |  |  | Enrico III, re d'Inghilterra |  |  | Giovanni, re d'Inghilterra |  |
|                                          |                  |                            |                                           |  |  |       |  |  | Enrico III, re d'Inghilterra |  |  | Giovanni, re d'Inghilterra |  |
|                                          |                  | Isabella d'Angoulême       |                                           |  |  |       |  |  | Enrico III, re d'Inghilterra |  |  |                            |  |
| Edoardo I, re d'Inghilterra              |                  |                            |                                           |  |  |       |  |  | Enrico III, re d'Inghilterra |  |  |                            |  |
|                                          |                  | Eleonora di Provenza       | Raimondo Berengario IV, conte di Provenza |  |  |       |  |  |                              |  |  |                            |  |
|                                          |                  | Eleonora di Provenza       | Raimondo Berengario IV, conte di Provenza |  |  |       |  |  |                              |  |  |                            |  |
|                                          |                  | Eleonora di Provenza       | Beatrice di Savoia                        |  |  |       |  |  |                              |  |  |                            |  |
| Tommaso Plantageneto, I conte di Norfolk |                  | Eleonora di Provenza       |                                           |  |  |       |  |  |                              |  |  |                            |  |
|                                          |                  | Filippo III, re di Francia | Luigi IX, re di Francia                   |  |  |       |  |  |                              |  |  |                            |  |
|                                          |                  | Filippo III, re di Francia | Luigi IX, re di Francia                   |  |  |       |  |  |                              |  |  |                            |  |
|                                          |                  | Filippo III, re di Francia | Margherita di Provenza                    |  |  |       |  |  |                              |  |  |                            |  |
| Margherita di Francia                    |                  | Filippo III, re di Francia |                                           |  |  |       |  |  |                              |  |  |                            |  |
|                                          |                  | Maria di Brabante          | Enrico III, re di Brabante                |  |  |       |  |  |                              |  |  |                            |  |
|                                          |                  | Maria di Brabante          | Enrico III, re di Brabante                |  |  |       |  |  |                              |  |  |                            |  |
|                                          |                  | Maria di Brabante          | Alice di Borgogna                         |  |  |       |  |  |                              |  |  |                            |  |
| Alice di Norfolk                         |                  | Maria di Brabante          |                                           |  |  |       |  |  |                              |  |  |                            |  |
|                                          | Ranulph de Hales | Walter de Hales            |                                           |  |  |       |  |  |                              |  |  |                            |  |
|                                          | Ranulph de Hales | Walter de Hales            |                                           |  |  |       |  |  |                              |  |  |                            |  |
|                                          | Ranulph de Hales | Eleanor Berenger           |                                           |  |  |       |  |  |                              |  |  |                            |  |
| sir Roger de Hales                       | Ranulph de Hales |                            |                                           |  |  |       |  |  |                              |  |  |                            |  |
|                                          |                  | Dementa le Clauer          | William le Clauer                         |  |  |       |  |  |                              |  |  |                            |  |
|                                          |                  | Dementa le Clauer          | William le Clauer                         |  |  |       |  |  |                              |  |  |                            |  |
|                                          |                  | Dementa le Clauer          | Katherine le Strange                      |  |  |       |  |  |                              |  |  |                            |  |
| Alice de Hales                           |                  | Dementa le Clauer          |                                           |  |  |       |  |  |                              |  |  |                            |  |
|                                          |                  | Rodger Skogan              | …                                         |  |  |       |  |  |                              |  |  |                            |  |
|                                          |                  | Rodger Skogan              | …                                         |  |  |       |  |  |                              |  |  |                            |  |
|                                          |                  | Rodger Skogan              | …                                         |  |  |       |  |  |                              |  |  |                            |  |
| Alice Skogan                             |                  | Rodger Skogan              |                                           |  |  |       |  |  |                              |  |  |                            |  |
|                                          |                  | Alice Skogan               | …                                         |  |  |       |  |  |                              |  |  |                            |  |
|                                          |                  | Alice Skogan               | …                                         |  |  |       |  |  |                              |  |  |                            |  |
|                                          |                  | Alice Skogan               | …                                         |  |  |       |  |  |                              |  |  |                            |  |
|                                          |                  | Alice Skogan               |                                           |  |  |       |  |  |                              |  |  |                            |  |